# 菅谷組
菅谷組、位於兵庫縣神戸市生田區本部的設置，日本的指定暴力團（犯罪組織）之一，三代目山口組的2次團體。正式成員數約1200人（最盛時期）。1977年被山口組絕緣而退出，1981年解散。

## 略史
二次大戰前，菅谷政雄在神戶三宮的「愚連隊」參與活動。
1945年的戰後時期，菅谷政雄加入在神戶三宮一帶，由台灣人、朝鮮人、中國人組成的「國際暴力犯罪集團」，並擔任台灣神戶青年隊的顧問職務，介入神戶黑市操控。柳川次郎（本名梁元錫、後三代目山口組直參）與谷川康太郎（本名康東華、後三代目山口組直參）也曾參與「國際暴力犯罪集團」組織。
1946年、菅谷政雄因操控黑市利益殺人被逮捕入獄、無期服役。1951年、刑期被縮短為18年。
1959年、菅谷政雄出獄，在一段時間曾經從事養豬業。不久，又在神戶三宮組立「凡野組」（菅谷組前身）。同年11月，與三代目山口組組長・田岡一雄結緣，加入山口組，凡野組改稱菅谷組。
1963年，菅谷組在北九州市小倉區成立「蘆原演藝公司」（蘆原興行社、組長・蘆原章男、本名鄭成伍），公司位置就在北九州市地緣幫派工藤組的事務所正對面，工藤組要求菅谷組撤掉營業據點，菅谷組卻只是象徵性拿下招牌並未真正撤離，導致兩幫對峙。爾後，地道組介入協調，卻使得地道組與工藤組產生誤解；地道組安藤組2組員遭工藤組挾持殺害，被棄屍紫川河道。「紫川事件」後，山口組與工藤會達成和解。
1963年12月、三代目山口組新設「若頭補佐」職務。菅谷政雄、吉川勇次、山本健一、梶原清晴等人任命。
1968年2月7日、地道行雄被三代目組長・田岡一雄解除若頭職務，後任若頭、梶原清晴上任，若頭補佐由山本健一、山本廣、中山美一、白神英雄、小田秀臣、小田芳一任命。菅谷政雄原本的若頭補佐職務被解任。
1971年6月，菅谷組與山形縣酒田市地緣幫派結緣，成立山形縣支部。
1971年7月、當時的若頭・梶原清晴在鹿兒島縣硫黄島的海濱垂釣時，被大浪捲入海中溺斃。
1971年8月、若頭職務由若頭補佐們互選決定，結果山本廣以4票對山本健一的2票，山本廣依規內定後任若頭人選。不過，當時人在「關西勞災醫院」的三代目組長・田岡一雄要求菅谷政雄出面勸退山本廣。山本廣在接受菅谷政雄勸說，辭退若頭預定職務。
1971年9月，山本健一後任若頭就職；若頭補佐由山本廣、菅谷政雄、清水光重、小田秀臣、中西一男、大平一雄、竹中正久等7人任命。
1974年2月、菅谷組內川內組（川內弘組長）與一心會（丸井清會長）發生內部衝突。菅谷政雄介入裁決，對川內弘不利，川內弘不滿與菅谷政雄對立。
1975年7月，三代目山口組與二代目松田組的「大阪戰爭」黑幫對抗事件發生，菅谷組參與事件中；同年10月，三代目山口組以「謹慎」處分菅谷政雄擅自與松田組進行的和解行為。
「大阪戰爭」事件後、菅谷組正式組員達1200人，勢力除本部神戶市，遍及大阪、和歌山縣、福井縣、石川縣、福島縣、静岡縣、愛媛縣、福岡縣、熊本縣等地區。
1976年4月 山口組對菅谷政雄的「謹慎」處分解除、從若頭補佐職務被降格為筆頭若中（子分之首）。
1977年1月，菅谷組內川內組組長・川內弘被菅谷政雄「破門」處分。同年4月13日，「三國事件」發生，由菅谷組傘下波谷組、淺野組等4員在福井縣三國町的「夏威夷」咖啡店內槍殺川內組組長・川內 弘。
1977年4月15日「三國事件」後，山口組對菅谷政雄不當的行為做出「絕緣」處分。同年4月17日、菅谷政雄宣布悍然拒絕退休。同年夏季、負責執行暗殺川內弘的菅谷組舍弟・波谷守之（波谷組組長）以殺人教唆容疑罪名收押入獄。
1979年9月 菅谷政雄涉嫌「出資法違反」罪名收押府中刑務所服刑。
1981年5月、菅谷政雄服刑出獄。
1981年6月10日 菅谷政雄決定辭退江湖，菅谷組解散，殘餘勢力被山口組下其他組織吸收。同年同月12日、面會三代目山口組田岡一雄組長，當面謝罪。
1981年11月25日 菅谷政雄與世長辭。

## 最高幹部
- 組長・菅谷政雄（三代目山口組若頭補佐）
- 若頭・上田 亭（後須藤組最高顧問）
- 舍弟頭・淺野二郎
- 舍弟・平岡義明
- 舍弟・笠松 清
- 舍弟・中村直秀
- 舍弟・川内 弘
- 舍弟・清水久稔
- 舍弟・初田節夫
- 舍弟・佐佐木龍二
- 舍弟・菅原 庸
- 舍弟・川口昌義
- 舍弟・波谷守之
- 若頭代行・赤坂一男
- 若頭補佐・岡本雅博
- 若頭補佐・佐藤邦彥
- 若頭補佐・須藤 潤
- 若頭補佐・石元好夫
- 若頭補佐・生島久次
- 若中・大原宏延
- 若中・奧浦清司
- 若中・天野洋志穗

等……

## 下部組織
浅野組（大阪）、天心会（大阪）、大谷組（大阪）、川内組（三國）、 神澤會（神戶）、 生島組（大阪）、浪政會（大阪）、 平岡組（大阪）、 岡本組（愛媛）、 石田會（大阪）、 大原組（大阪）、 佐藤組（神戶）、 初田組（大阪）、 菅原組（大阪）、 亀谷組（神戶）、石元組（大阪）、 中塚會（大阪）、 桑田組（富山）、 中村組（金澤）、 赤坂組（神戶）、 政神會（神戶）、 須藤組（大阪）、 小車誠會（大阪）、亨政連合（大阪）、 公友會（徳島）、奥浦總業（大阪）、段組（大阪）、 河政會（大阪）、俠政會（大阪）、松田會（大阪）、 波谷組（大阪）、 園田組（大阪）、 大川組（大阪）等。

### 菅谷組系統出身組織
初代川内組、後藤組、良知組、藤友會、松山會、佐藤組、須藤組、大原組、奧浦組
|  |  |                      |                      |                      |                      |                          |                      |                     |                     |                          |                          |                          |                          |                          |                          |                          |                          |                          |                          |  |  | 菅谷組 菅谷政雄          |                          |                          |                          |                          |                          |  |  |                         |                         |                         |                         |                         |                         |  |  |                      |                      |                      |                      |                      |                      |  |  |                      |                      |                      |                      |                      |                      |
|  |  |                      |                      |                      |                      |                          |                      |                     |                     |                          |                          |                          |                          |                          |                          |                          |                          |                          |                          |  |  |                          |                          |                          |                          |                          |                          |  |  |                         |                         |                         |                         |                         |                         |  |  |                      |                      |                      |                      |                      |                      |  |  |                      |                      |                      |                      |                      |                      |
|  |  |                      |                      |                      |                      |                          |                      |                     |                     |                          |                          |                          |                          |                          |                          |                          |                          |                          |                          |  |  |                          |                          |                          |                          |                          |                          |  |  |                         |                         |                         |                         |                         |                         |  |  |                      |                      |                      |                      |                      |                      |  |  |                      |                      |                      |                      |                      |                      |
|  |  |                      |                      |                      |                      | 舍弟 川内組 川内 弘      | 舍弟 川内組 川内 弘  | 舍弟 川内組 川内 弘 | 舍弟 川内組 川内 弘 | 舍弟 川内組 川内 弘      | 舍弟 川内組 川内 弘      |                          |                          | 若頭補佐 松山會 岡本雅博 | 若頭補佐 松山會 岡本雅博 | 若頭補佐 松山會 岡本雅博 | 若頭補佐 松山會 岡本雅博 | 若頭補佐 松山會 岡本雅博 | 若頭補佐 松山會 岡本雅博 |  |  | 若頭補佐 佐藤組 佐藤邦彥 | 若頭補佐 佐藤組 佐藤邦彥 | 若頭補佐 佐藤組 佐藤邦彥 | 若頭補佐 佐藤組 佐藤邦彥 | 若頭補佐 佐藤組 佐藤邦彥 | 若頭補佐 佐藤組 佐藤邦彥 |  |  | 若頭補佐 須藤組 須藤 潤 | 若頭補佐 須藤組 須藤 潤 | 若頭補佐 須藤組 須藤 潤 | 若頭補佐 須藤組 須藤 潤 | 若頭補佐 須藤組 須藤 潤 | 若頭補佐 須藤組 須藤 潤 |  |  | 若中 大原組 大原宏延 | 若中 大原組 大原宏延 | 若中 大原組 大原宏延 | 若中 大原組 大原宏延 | 若中 大原組 大原宏延 | 若中 大原組 大原宏延 |  |  | 若中 奧浦組 奧浦清司 | 若中 奧浦組 奧浦清司 | 若中 奧浦組 奧浦清司 | 若中 奧浦組 奧浦清司 | 若中 奧浦組 奧浦清司 | 若中 奧浦組 奧浦清司 |
|  |  |                      |                      |                      |                      | 舍弟 川内組 川内 弘      | 舍弟 川内組 川内 弘  | 舍弟 川内組 川内 弘 | 舍弟 川内組 川内 弘 | 舍弟 川内組 川内 弘      | 舍弟 川内組 川内 弘      |                          |                          | 若頭補佐 松山會 岡本雅博 | 若頭補佐 松山會 岡本雅博 | 若頭補佐 松山會 岡本雅博 | 若頭補佐 松山會 岡本雅博 | 若頭補佐 松山會 岡本雅博 | 若頭補佐 松山會 岡本雅博 |  |  | 若頭補佐 佐藤組 佐藤邦彥 | 若頭補佐 佐藤組 佐藤邦彥 | 若頭補佐 佐藤組 佐藤邦彥 | 若頭補佐 佐藤組 佐藤邦彥 | 若頭補佐 佐藤組 佐藤邦彥 | 若頭補佐 佐藤組 佐藤邦彥 |  |  | 若頭補佐 須藤組 須藤 潤 | 若頭補佐 須藤組 須藤 潤 | 若頭補佐 須藤組 須藤 潤 | 若頭補佐 須藤組 須藤 潤 | 若頭補佐 須藤組 須藤 潤 | 若頭補佐 須藤組 須藤 潤 |  |  | 若中 大原組 大原宏延 | 若中 大原組 大原宏延 | 若中 大原組 大原宏延 | 若中 大原組 大原宏延 | 若中 大原組 大原宏延 | 若中 大原組 大原宏延 |  |  | 若中 奧浦組 奧浦清司 | 若中 奧浦組 奧浦清司 | 若中 奧浦組 奧浦清司 | 若中 奧浦組 奧浦清司 | 若中 奧浦組 奧浦清司 | 若中 奧浦組 奧浦清司 |
|  |  |                      |                      |                      |                      | 若頭補佐 後藤組 後藤忠政 |                      |                     |                     |                          |                          |                          |                          |                          |                          |                          |                          |                          |                          |  |  |                          |                          |                          |                          |                          |                          |  |  |                         |                         |                         |                         |                         |                         |  |  |                      |                      |                      |                      |                      |                      |  |  |                      |                      |                      |                      |                      |                      |
|  |  |                      |                      |                      |                      |                          |                      |                     |                     |                          |                          |                          |                          |                          |                          |                          |                          |                          |                          |  |  |                          |                          |                          |                          |                          |                          |  |  |                         |                         |                         |                         |                         |                         |  |  |                      |                      |                      |                      |                      |                      |  |  |                      |                      |                      |                      |                      |                      |
|  |  |                      |                      |                      |                      |                          |                      |                     |                     |                          |                          |                          |                          |                          |                          |                          |                          |                          |                          |  |  |                          |                          |                          |                          |                          |                          |  |  |                         |                         |                         |                         |                         |                         |  |  |                      |                      |                      |                      |                      |                      |  |  |                      |                      |                      |                      |                      |                      |
|  |  | 若頭 良知組 良知政志 | 若頭 良知組 良知政志 | 若頭 良知組 良知政志 | 若頭 良知組 良知政志 | 若頭 良知組 良知政志     | 若頭 良知組 良知政志 |                     |                     | 總本部長 藤友會 塚本修正 | 總本部長 藤友會 塚本修正 | 總本部長 藤友會 塚本修正 | 總本部長 藤友會 塚本修正 | 總本部長 藤友會 塚本修正 | 總本部長 藤友會 塚本修正 |                          |                          |                          |                          |  |  |                          |                          |                          |                          |                          |                          |  |  |                         |                         |                         |                         |                         |                         |  |  |                      |                      |                      |                      |                      |                      |  |  |                      |                      |                      |                      |                      |                      |